# Stacja turystyczna „Orle”
Stacja turystyczna „Orle” – stacja turystyczna (schronisko turystyczne) w Górach Izerskich, pozostałość po powstałej przy hucie szkła osadzie (kolonii) Carlsthal. Obecnie w granicach Szklarskiej Poręby. Położona jest u stóp góry Granicznik (870 m n.p.m.) nad dopływem rzeki Izery – strumieniem Kamionek, około 4 km na zachód od Przełęczy Szklarskiej w Jakuszycach. Właścicielem schroniska jest Nadleśnictwo Szklarska Poręba, które wydzierżawia je osobom prywatnym.
W 1754 w miejscu dzisiejszej stacji turystycznej rodzina Preusslerów założyła hutę szkła Carlsthal. Huta wraz z osadą rodzin pracujących w niej hutników oraz gospodą działała do 1890. Później w budynku administracyjnym huty funkcjonowała leśniczówka, a w latach 30. XX wieku Niemcy ustanowili tu posterunek Grenzschutzu – służb granicznych, budując 2 nowe domy w stylu sudeckim. Po II wojnie światowej funkcjonowała tutaj Strażnica WOP Orle.
W skład schroniska wchodzi dawna leśniczówka, a obecnie bufet (z niewielką wystawą prezentującą przedmioty z okolicy, pochodzące sprzed 1945) oraz dwie przedwojenne strażnice, z których jedna pełni funkcję części noclegowej schroniska. Na miejscu nieistniejącej już w XIX wieku gospody natomiast urządzony jest nieoficjalny parking (dojazd do schroniska samochodem jest możliwy tylko w sezonie letnim po uzyskaniu zgody Nadleśnictwa Szklarska Poręba).
Ponadto do Orla prowadzi wiele nieznakowanych dróg leśnych, po których można poruszać się także na rowerach. Schronisko leży w pobliżu narciarskich tras biegowych, na których odbywa się Bieg Piastów.
W 2004, w 250-lecie miejscowej huty, odsłonięto w Orlu pomnik hutnika na cokole, który stanowi bryła kwarcu.
W ramach utworzonego w listopadzie 2009 Izerskiego Parku Ciemnego Nieba, 18 września 2010 oddano do użytku „astrościeżkę” – model Układu Słonecznego, wskazujący skalę odległości poszczególnych planet od Słońca, którego umowna lokalizacja znajduje się przy schronisku.

## Szlaki turystyczne
Do schroniska można dotrzeć z kilku kierunków. Od strony Polany Jakuszyckiej szlakiem turystycznym  żółtym (od Rozdroża pod Działem Izerskim  znaki zielone) wiodącym starą drogą asfaltową. Z kierunku północnego do Orla prowadzi  czerwony szlak z Izerskiej Łąki (błędnie zwanej Halą Izerską), a z zachodu od mostu na Izerze prowadzącego z Jizerki  szlak zielony przez Granicznik. Od południa dochodzi się  szlakiem zielonym przez Rozdroże pod Działem Izerskim.
Do listopada 2019 roku istniała także możliwość dojścia od strony Polany Jakuszyckiej  czerwonym przez Cichą Równię, lecz został on zlikwidowany przez PTTK.